# زمردی پورتوریکو
زمردی پورتوریکو (نام علمی: Chlorostilbon maugaeus) نام یک گونه از سرده زمردی‌ها است.